# Masakra zombie
Masakra zombie (tytuł oryg. Zombie Massacre; także Apocalypse Z) – film fabularny reżyserowany przez Lucę Boniego oraz Marco Ristoriego, adaptujący grę komputerową pod tym samym tytułem. Produkcja filmu ruszyła na początku 2007 roku, premiera projektu odbyła się w lipcu 2013. W rolach głównych wystąpili były kulturysta Christian Boeving oraz Uwe Boll, także producent filmu. W Polsce film wydano 23 października 2018 roku, w serwisach VOD. Dystrybutorem było Kino Świat.

## Sequel
Powstała kontynuacja filmu, zatytułowana Masakra zombie 2 (Zombie Massacre 2: Reich of the Dead, 2015).

## Obsada
Źródło: Filmweb
- Tara Cardinal - Eden Shizuka
- Christian Boeving - Jack Stone
- Daniel Vivian - Dragan Ilic
- Gerry Shanahan - Dr Neumann

i inni.